# 광성고등학교 (서울)
서울광성고등학교(서울光成高等學校)는 대한민국 서울특별시 마포구 신수동에 있는 사립 고등학교이다. 조선 시대 말기였던 1894년 4월 6일에 평양광성사숙으로 개교되었다.

## 학교 연혁
- 1894년 4월 6일 : 평양에서 홀 선교사(Rev.William James Hall M.D)가 기독교 선교와 교육을 위한 사숙으로 창립(초대교장)
- 1903년 5월 : 선교사 문요한 박사(Dr.John Z.Moore)가 평양성 서문 밖 가맛골에 2층 양옥으로 격물학당(格物學堂)을 건립(초대 이사장 겸 2대 교장)
- 1910년 7월 1일 : 구한국 학부대신의 사립학교 인가를 받음
- 1912년 9월 : 고등과를 설립하고 남산정(南山町) 전 격물학당으로 분교실(分校室)을 정함
- 1914년 7월 : 평양 대찰리에 교사 신축
- 1918년 4월 1일 : 사립 광성 고등보통학교로 인가를 받음
- 1921년 10월 5일 : 평양 경창리에 교사 및 기숙사 준공(당시 평양부내 건물로는 가장 현대적인 건물)
- 1938년 4월 1일 : 광성 중학교(5년제)로 개명
- 1943년 4월 1일 : 경창 중학교로 개명
- 1943년 4월 7일 : 제7대 今井嘉一(일본인) 교장 취임
- 1945년 8월 15일 : 조국광복과 함께 교명을 광성 중학교로 환원
- 1946년 6월 : 북한 당국에 의하여 교명이 평양제일 중학교로 개명
- 1952년 6월 10일 : 부산에서 광성 중학교와 광성 고등학교 재건 개교
- 1953년 4월 17일 : 재단법인 광성 학교 인가
- 1953년 9월 14일 : 서울 충신동 교사로 이전
- 1957년 11월 10일 : 서울 동자동 교사로 이전
- 1961년 4월 20일 : 서울시 마포구 신수동 신축공사 준공 이전
- 1962년 10월 17일 : 재단법인 광성학원 인가
- 1964년 1월 24일 : 학교법인 광성학원 인가
- 1964년 11월 : 야간부 9학급 인가
- 1974년 8월 28일 : 체육관 준공
- 1992년 8월 19일 : 2부 5학급 감축 승인(2부 폐교)
- 1995년 1월 : 도서실, 방송실, 식당 확장 및 주차장 신축
- 2008년 6월 13일 : 고등학교 본관 신축교사 준공 기념 예배
- 2010년 4월 11일 : 높은뜻 학사 입소 및 개관식
- 2010년 9월 14일 : 문요한(Dr. John. Moore)관 리모델링 준공 예배
- 2013년 2월 13일 : 제9대 광성학원 최준수 이사장 취임
- 2020년 9월 1일 : 제26대 고등학교 정우성 교장 취임
- 2024년 9월 1일 : 제27대 고등학교 탁신문 교장 취임
- 2022년 2월 10일 : 제109회 졸업식 3,618명(평양 졸업생) + 29,074명(남하 후 졸업생) = 32,692명(총계)

## 참고 문헌
- 광성고등학교 - 한국교육학술정보원 학교알리미

## 같이 보기
- 광성고등보통학교 정구단
- 광성고등보통학교 축구단